# CID-42
CID-42は、地球からろくぶんぎ座の方向に約39億光年離れた場所にある活動銀河、なおかつその中心部に存在するブラックホールである。

## 概要
CID-42は、2個の銀河が衝突した活動銀河である。衝突は数百万年前に起こり、その名残として、ハッブル宇宙望遠鏡の観測で、可視光で明るい光源が2個、非常に接近した場所にある。この光源は巨大マゼラン望遠鏡の分光観測によって、秒速1100km以上の速度で互いに遠ざかっている事が分かっている。

## 放浪ブラックホール
2012年6月8日、X線観測衛星チャンドラによって詳細な観測が行われた結果が発表された。詳細な観測の結果、X線は2個の光源のうち、1個からのみ放出されている事がわかった。これは、2個の銀河が衝突した際、中心部にあった超大質量ブラックホールが互いに衝突し、その時に放出された重力波の反動によって銀河から飛び出してしまった結果であると考えられている。CID-42は、この種の天体として初めて発見されたブラックホールである。この結果、光源の1個はブラックホールがあった頃の名残の星団であると考えられている。2個の光源は、チャンドラによる以前の観測でもX線を放射している事が分かっており、X線源は銀河の中心部に一般的に見られる太陽の数百万倍の質量を持つ超大質量ブラックホールであるという予測があったが、それが1個の光源から放出されているのか、あるいは両方から放出されているのかが分かっていなかった。
ほかにも、3個の超大質量ブラックホールが衝突して、1番軽いブラックホールが外にはじかれたという説や、2個の超大質量ブラックホールが離れていくのではなく、互いの重心をらせん状に回転しているという説がある。しかし、これらの説はいずれも2個のX線源が存在する事になるので、1個しか見つからないX線源は、1個の超大質量ブラックホールが高速度で運動している事を強く支持している。
このような放浪ブラックホールは、すぐに観測できなくなると考えられている。銀河の外に飛び出してしまうため、観測するための電磁波の放出する源である物質が1000万年から10億年という短い期間で枯渇するからである。銀河が衝突した拍子に超大質量ブラックホールが飛び出す確率は非常に低いと考えられるが、それでも未発見の放浪する超大質量ブラックホールは多数存在する可能性がある。